# Корчуганово
Корчуга́ново (рос. Корчуганово) — присілок у складі Яшкинського округу Кемеровської області, Росія.

## Населення
Населення — 133 особи (2010; 151 у 2002).
Національний склад (станом на 2002 рік):
- росіяни — 93 %